# Berosus fulvus
Berosus fulvus är en skalbaggsart som beskrevs av August Ferdinand Kuwert 1888. Berosus fulvus ingår i släktet Berosus, och familjen palpbaggar. Enligt den svenska rödlistan är arten nära hotad i Sverige. Arten förekommer på Öland och Götaland. Arten har tidigare förekommit på Gotland men är numera lokalt utdöd. Artens livsmiljö är havsstränder, sjöar och vattendrag.